# 湛液型水耕
湛液型水耕（たんえきがたすいこう、DFT、英語: deep flow technique）は、土を使わずに養液のみで栽培する水耕栽培の一手法である。

## 概要
湛液型水耕では、栽培ベッドに肥料が溶けた養液（培養液）を数cm溜め、水面に栽培パネルを浮かべるか固定し、苗をパネルに開けた穴に定植することで栽培を行う。培養液はベッド内で一定の水位を保たせるために、タンクとベッド間、またはベッド間相互で培養液を循環させる。
栽培ベッドに培養液を1cm程度しか流さないNFTと比べて、湛液型水耕は培養液量が多いため肥料濃度や液温の変化がゆるやかとなり、管理しやすい。また、停電時にも、ある一定の期間であれば植物の生育が可能である。対して、根の酸素吸収が培養液中の溶存酸素量に依存するため、とくに根圏酸素要求量が多い作物では生育が劣ることがある。そのため、培養液をエアレーションなどによって流動させ、酸素のほか養分の吸収を高めることがある。また、培養液を多量に溜めておくことからシステムの重量が重くなるため、ベッドの耐荷重を高める必要がある。
ミツバやネギの栽培で用いられる。